# Campeonato Europeo de Piragüismo en Maratón de 2025
El XXI Campeonato Europeo de Piragüismo en Maratón se celebró en Ponte de Lima (Portugal) entre el 4 y el 8 de junio de 2025 bajo la organización de la Asociación Europea de Piragüismo (ECA) y la Federación Portuguesa de Piragüismo.
Las competiciones se realizaron en el río Limia, que atraviesa la ciudad portuguesa.

## Medallistas

### Distancia corta

#### Masculino
| Evento     | Oro                                | Plata                                | Bronce                               |
| ---------- | ---------------------------------- | ------------------------------------ | ------------------------------------ |
| K1 (05.05) | Fernando Pimenta Portugal 13:18,08 | James Russell Reino Unido 13:18,64   | José Ramalho Portugal 13:19,29       |
| C1 (05.05) | Jaime Duro · España · 15:10,58     | Mateusz Zuchora · Polonia · 15:27,18 | Mateusz Borgieł · Polonia · 15:30,90 |

#### Femenino
| Evento     | Oro                                    | Plata                              | Bronce                                |
| ---------- | -------------------------------------- | ---------------------------------- | ------------------------------------- |
| K1 (05.05) | Vanda Kiszli · Hungría · 14:54,99      | Anna Sletsjøe · Noruega · 14:59,13 | Pernille Hostrup Dinamarca 15:04,26   |
| C1 (05.05) | Annette Wehrmann · Alemania · 17:37,19 | Yseline Huet Francia 17:51,38      | Olena Tsyhankova · Ucrania · 17:57,21 |

### Maratón clásico

#### Masculino
| Evento     | Oro                                               | Plata                                               | Bronce                                                             |
| ---------- | ------------------------------------------------- | --------------------------------------------------- | ------------------------------------------------------------------ |
| K1 (07.05) | James Russell Reino Unido 2:06:36,24              | José Ramalho Portugal 2:06:37,58                    | Jon Vold · Noruega · 2:06:38,79                                    |
| K2 (08.05) | Fernando Pimenta José Ramalho Portugal 2:01:57,68 | Adrián Boros · Tamás Erdélyi · Hungría · 2:01:59,87 | Miguel Llorens López · Alberto Plaza Sagredo · España · 2:02:02,87 |
| C1 (07.05) | Manuel Antonio Campos · España · 1:48:53,39       | Rui Lacerda Portugal 1:48:54,27                     | Fernando Busto · España · 1:49:10,78                               |
| C2 (08.05) | Rui Lacerda Ricardo Coelho Portugal 1:40:37,32    | Jaime Duro · Óscar Graña · España · 1:42:02,01      | Manuel Antonio Campos · Diego Romero Fraga · España · 1:43:55,53   |

#### Femenino
| Evento     | Oro                                                   | Plata                                            | Bronce                                        |
| ---------- | ----------------------------------------------------- | ------------------------------------------------ | --------------------------------------------- |
| K1 (07.05) | Anna Sletsjøe · Noruega · 2:05:24,51                  | Vanda Kiszli · Hungría · 2:05:35,11              | Panna Csépe · Hungría · 2:05:56,48            |
| K2 (08.05) | Zsófia Szerafin · Vanda Kiszli · Hungría · 1:58:52.88 | Panna Csépe · Panna Sinkó · Hungría · 1:58:58.90 | Irati Osa · Eva Barrios · España · 1:59:08.70 |
| C1 (07.05) | Olena Tsyhankova · Ucrania · 1:24:49,71               | Lili Matkovics · Hungría · 1:24:55,37            | Zsófia Kisbán · Hungría · 1:25:46,22          |

## Medallero
| Núm. | País        | Oro | Plata | Bronce | Total |
| ---- | ----------- | --- | ----- | ------ | ----- |
| 1    | Portugal    | 3   | 2     | 1      | 6     |
| 2    | Hungría     | 2   | 4     | 2      | 8     |
| 3    | España      | 2   | 1     | 4      | 7     |
| 4    | Noruega     | 1   | 1     | 1      | 3     |
| 5    | Reino Unido | 1   | 1     | 0      | 2     |
| 6    | Ucrania     | 1   | 0     | 1      | 2     |
| 7    | Alemania    | 1   | 0     | 0      | 1     |
| 8    | Polonia     | 0   | 1     | 1      | 2     |
| 9    | Francia     | 0   | 1     | 0      | 1     |
| 10   | Dinamarca   | 0   | 0     | 1      | 1     |
|      | TOTAL       | 11  | 11    | 11     | 33    |